# 소울 스테이지
소울 스테이지는 대한민국의 음악 그룹이다. 2013년 싱글 앨범 [들어주기를]로 데뷔했다.

## 음반
- 들어주기를 (2013)
- 이 노래가 끝날 때까지 (2014)
- 이별 끝 (2014)
- ANOTHER I (2018)